# Фалерија
Фалерија (итал. Faleria) је насеље у Италији у округу Витербо, региону Лацио.
Према процени из 2011. у насељу је живело 1607 становника. Насеље се налази на надморској висини од 211 м.

## Становништво
Према резултатима пописа становништва 2011. у општини је живело 2.115 становника.
| 1936. | 1951. | 1961. | 1971. | 1981. | 1991. | 2001. | 2011. |
| ----- | ----- | ----- | ----- | ----- | ----- | ----- | ----- |
| 1.517 | 1.599 | 1.418 | 1.470 | 1.464 | 1.428 | 1.728 | 2.115 |